# Toba (cesarz)
Toba (jap. 鳥羽天皇 Toba-tennō; ur. 24 lutego 1103, zm. 20 lipca 1156) – 74. cesarz Japonii, według tradycyjnego porządku dziedziczenia.
Toba panował w latach 1107–1123.
Mauzoleum cesarza Toba znajduje się w Kioto. Nazywa się Anrakuju-in no misasagi.